# Clown Prince of the Menthol Trailer
Clown Prince of the Menthol Trailer è un extended play del gruppo musicale statunitense Guided by Voices, pubblicato nel 1994 nel Regno Unito dalla Domino e negli Stati Uniti d'America dalla Recordhead.

## Tracce
Tutti i brani sono stati scritti da Robert Pollard, eccetto dove indicato diversamente.
Side A
1. Matter Eater Lad – 1:12
2. Broadcaster House (Jim Pollard, R. Pollard, Tobin Sprout) – 1:08
3. Hunter Complex (Jim Pollard, R. Pollard) – 1:41
4. Pink Gun – 0:36
5. Scalping the Guru – 1:01

Side B
1. Grandfather Westinghouse – 2:24
2. Johnny Appleseed (Jim Pollard, R. Pollard, Tobin Sprout) – 2:21